# Mistrovství světa v softbale mužů 2019
Mistrovství světa v softbale mužů 2019 bylo v pořadí 16. turnaj mistrovství světa v softbale mužů, který pořádala Světová konfederace baseballu a softbalu (WBSC). Konalo se v Praze a Havlíčkově Brodu ve dnech 13. – 23. června 2019 za účasti 16 týmů.
Mistry světa se poprvé v historii stali argentinští softbalisté, kteří ve finále porazili Japonsko. Obhájci titulu z Nového Zélandu nezískali ani medaili a skončili čtvrtí. České reprezentaci se podařilo postoupit ze skupiny do čtvrtfinálových bojů, ale pak už nevyhráli ani jeden zápas a obsadili osmé místo.

## Pořadatelství
Mistrovství světa v softbale 2019 se konalo poprvé v Česku a poprvé v Evropě. Česko získalo pořadatelství jako dlouhodobě nejúspěšnější softballová země v Evropě a uspělo v souboji s konkurenční nabídkou USA.
Mistrovství probíhalo na dvou místech:
- Areál Svoboda Park v Praze-Bohnicích – hřiště klubu Joudrs Praha: část skupiny A, část skupiny B, čtvrtfinále, semifinále a finále.
- Hippos Arena v Havlíčkově Brodě – hřiště klubu Hroši Havlíčkův Brod: část skupiny A, část skupiny B, utkání o 9.–16. místo.

## Složení skupin a jejich konečné pořadí
| Poř. | Skupina A        | Poř. | Skupina B          |
| ---- | ---------------- | ---- | ------------------ |
| 1.   | Japonsko (3.)    | 1.   | Kanada (2.)        |
| 2.   | Argentina (5.)   | 2.   | Austrálie (4.)     |
| 3.   | Nový Zéland (1.) | 3.   | USA (6.)           |
| 4.   | Česko (7.)       | 4.   | Venezuela (8.)     |
| 5.   | Kuba (24.)       | 5.   | Dánsko (11.)       |
| 6.   | Mexiko (9.)      | 6.   | Jižní Afrika (12.) |
| 7.   | Botswana (13.)   | 7.   | Nizozemsko (19.)   |
| 8.   | Filipíny (17.)   | 8.   | Singapur (22.)     |

Číslo v závorce udává umístění na světovém žebříčku WBSC před začátkem tohoto šampionátu.

## Konečné pořadí
| Zlatá medaile    | Argentina   |
| Stříbrná medaile | Japonsko    |
| Bronzová medaile | Kanada      |
| 4.               | Nový Zéland |
| 5.               | USA         |
| 6.               | Venezuela   |
| 7.               | Austrálie   |
| 8.               | Česko       |